# 马切伊·弗雷穆特
马切伊·弗雷穆特（波蘭語：Maciej Freimut，1967年2月24日—），波兰男子皮划艇运动员。他曾代表波兰参加1988年、1992年和1996年夏季奥林匹克运动会皮划艇比赛，其中1992年奥运会获得一枚银牌。